# ローラ・クレトン
ローラ・クレトン（Lola Créton、1993年12月16日 - ）は、フランス・パリ出身の女優。2013年、雑誌『Dazed & Confused』にて「過激なフランス映画のファム・ファタール」と評された。

## 経歴
2009年、カトリーヌ・ブレイヤ監督の『青髭』に出演する。2011年には、ミア・ハンセン＝ラヴ監督の『グッバイ・ファーストラブ』で主演を務めた。2012年、オリヴィエ・アサイヤス監督の『5月の後』に出演する。

## フィルモグラフィー

### 映画
- Louis Page（2009年）
- 青髭（2009年）
- グッバイ・ファーストラブ（2011年）
- 5月の後（2012年）
- Bastards（2013年）
- Disparue en hiver（2014年）
- Corniche Kennedy（2016年）

### ドラマ
- Louis Page（2007年）
- Iris in Bloom（2011年）
- Hollyoaks Later（2012年）